# Šindlovy Dvory
Šindlovy Dvory (německy Schindelhöf) jsou vesnice, část obce Litvínovice v okrese České Budějovice v Jihočeském kraji. Nachází se asi 1,5 kilometru západně od Litvínovic. Je zde evidováno 240 adres. V roce 2011 zde trvale žilo 592 obyvatel.
Šindlovy Dvory leží v katastrálním území Litvínovice o výměře 5,87 km².

## Historie
První písemná zmínka o vesnici pochází z roku 1391.

## Obyvatelstvo
| Rok            | 1869 | 1880 | 1890 | 1900 | 1910 | 1921 | 1930 | 1950 | 1961 | 1970 | 1980 | 1991 | 2001 | 2011 | 2021 |
| -------------- | ---- | ---- | ---- | ---- | ---- | ---- | ---- | ---- | ---- | ---- | ---- | ---- | ---- | ---- | ---- |
| Počet obyvatel | 96   | 125  | 182  | 175  | 277  | 275  | 331  | 249  | 259  | 241  | 238  | 242  | 321  | 592  | 829  |
| Počet domů     | 14   | 20   | 23   | 26   | 37   | 38   | 51   | 66   | 66   | 61   | 72   | 83   | 117  | 186  | 279  |

## Obecní správa
Od roku 1850 byly Šindlovy Dvory součástí obce Mokré. V roce 1933 se staly samostatnou obcí, v letech 1943–1945 bylo součástí obce naopak Mokré. 1. ledna 1960 se nejprve připojily k obci Mokré a následně se obě vesnice staly součástí Litvínovic.